# Pinterest Inc.
Pinterest Inc. ist ein US-amerikanisches Unternehmen mit Sitz in San Francisco, Kalifornien. Der Gesellschaft gehört das soziale Netzwerk Pinterest. Pinterest Inc. ist seit April 2019 an der New Yorker Börse gelistet.

## Geschichte
Vor der Gründung von Pinterest Inc. arbeitete Ben Silbermann in der Arbeitsgruppe für Online-Werbung bei Google. Mit seinem Studienfreund Paul Sciarra und dem ehemaligen Facebook-Mitarbeiter Evan Sharp entwickelte er ab 2009 die Idee für Pinterest in Kalifornien. Im März 2010 wurde Pinterest Inc. gegründet und die erste Version von Pinterest ging für einen geschlossenen Nutzerkreis online. Im Herbst suchten die drei Gründer dann erfolglos einen Großinvestor oder Käufer für Pinterest. Im Frühling entwickelten die Gründer dann Pinterest für das iPhone. Daraufhin listete das Time-Magazin, Pinterest unter den 50 besten neuen Websites. Im Dezember 2011 hatte Pinterest 11 Mio. wöchentliche Besucher und war damit in den Top 10 der sozialen Netzwerke. Ab 2012 konnte sich jeder ohne Einladung bei Pinterest registrieren. Zu diesem Zeitpunkt fing Pinterest Inc. an, Risikokapital zu sammeln. Ende Oktober schuf Pinterest Inc. dann die Option von geschäftlichen Nutzerprofilen (Business Accounts). 2013 hatte Pinterest 40 Millionen Nutzer. Außerdem kündigte Pinterest die neue Funktion Promoted Pins (gekaufte Werbepins) an. 2017 erhöhte Pinterest sein Stammkapital um 150 Mio. US-Dollar, der Wert des Unternehmens wurde auf mehr als 10 Mrd. US-Dollar geschätzt.

### Börsengang
Am 18. April 2019 ging Pinterest Inc. (NYSE: "PINS") dann an die New Yorker Börse mit einem Kurswert von 19 US-Dollar pro Aktie. Am ersten Handelstag machte die Aktie dann bis Handelsende einen Sprung von fast 25 % auf 24,85 US-Dollar.

## Geschäftszahlen

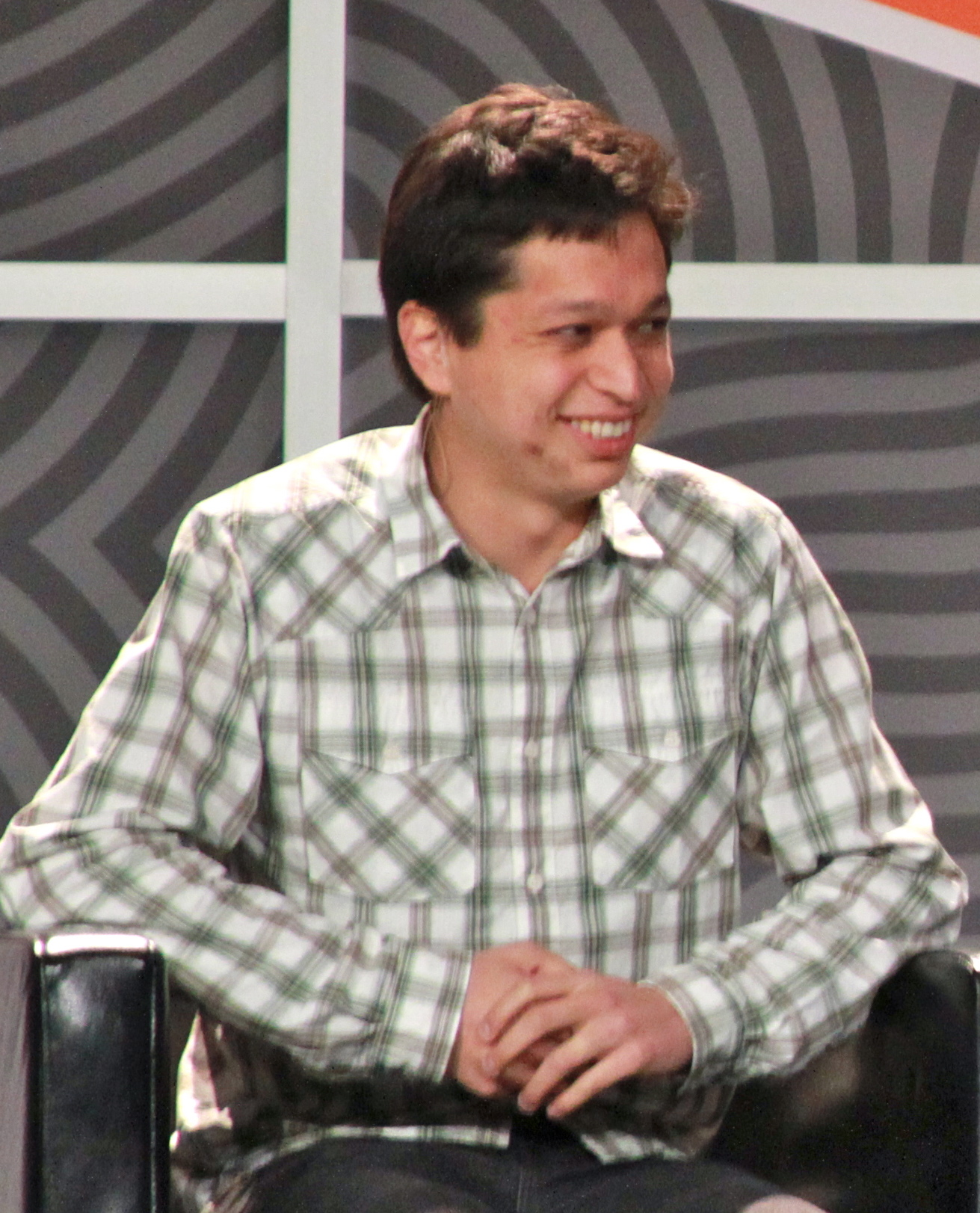
Ben Silbermann

| Jahr | Umsatz | Gewinn | Bilanzsumme | Mitarbeiter |
| ---- | ------ | ------ | ----------- | ----------- |
| 2017 | 373    | −130   | 0           |             |
| 2018 | 756    | −53    | 1.153       | 1.797       |
| 2019 | 1.143  | −1.361 | 2.393       | 2.217       |

## Anteilhalter
Größter Anteilhalter wurde 2022 Elliott Management (Paul Singer) mit über 9 %, gefolgt von The Vanguard Group mit 8,7 %.